# مدينة الحبتور

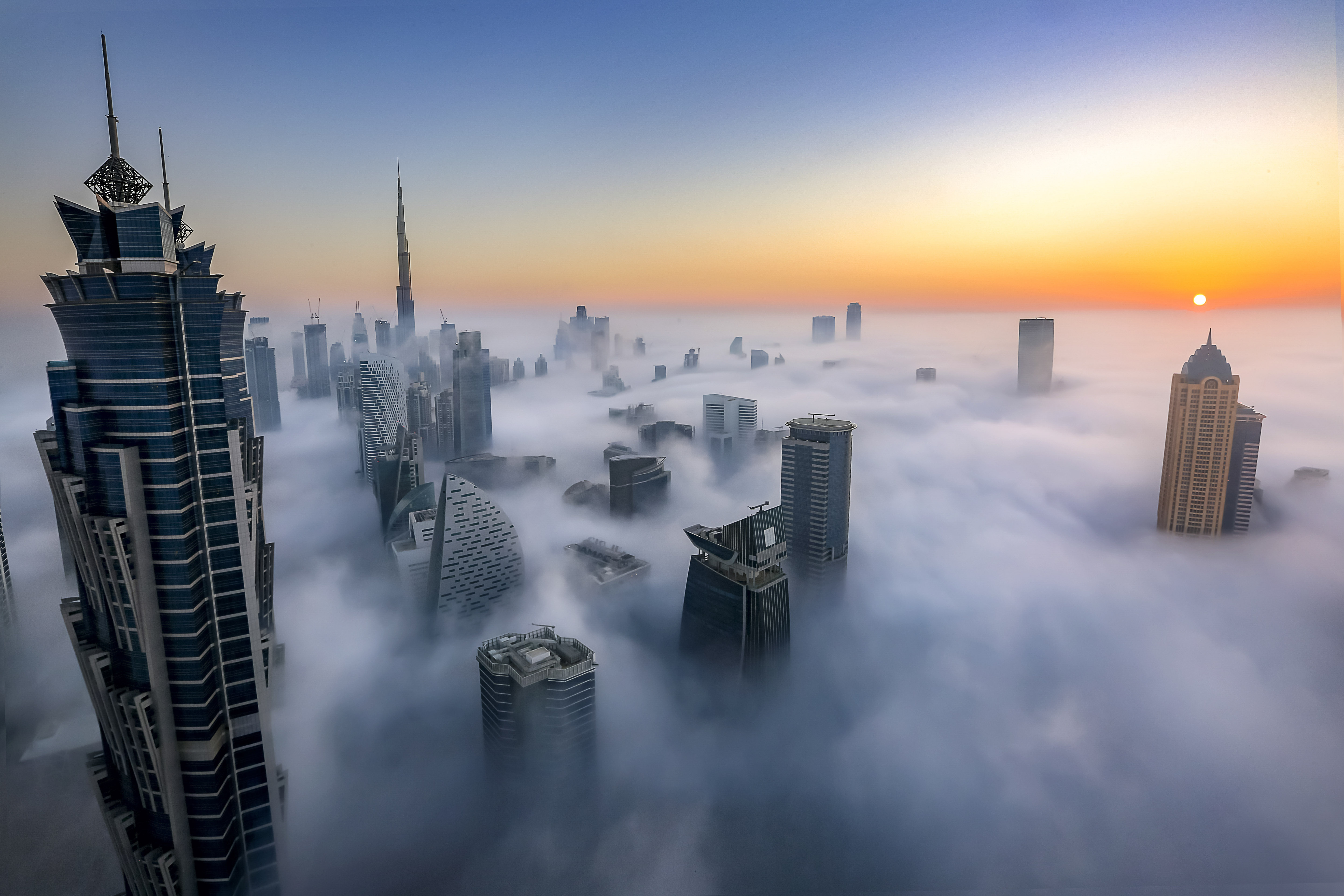
مدينة الحبتور- برج نورا

الحبتور سيتي هو مشروع متعدد الاستخدامات في دبي، ويتألف من ثلاثة فنادق (تم تغيير علامتها التجارية في يوليو 2018 إلى حبتور بالاس دبي، فنادق ومنتجعات إل إكس آر، و فندق في دبي، وكوريو كوليكشن باي هيلتون، وهيلتون دبي الحبتور سيتي) وثلاثة أبراج سكنية شاهقة بتكليف من مجموعة الحبتور في عام 2012.
تضم الأبراج السكنية الثلاثة الفخمة - نوره وآمنة وميرة - مبنيين سكنيين من 73 طابقًا وبرجًا ثالثًا مكونًا من 52 طابقًا يضم أكثر من 1400 وحدة سكنية ، جنبًا إلى جنب مع 12 بنتهاوس. ضمن المجموعة الترفيهية، سيضم الحبتور سيتي عرضًا دائمًا تحت عنوان الماء يتسع لـ1300 مقعد من قبل فرانكو دراغون يُدعى لا بيرل، وهو أكاديمية تنس ونادي، أحدهما مكيف، وموقف سيارات به ساحة انتظار. سعة 5000 سيارة.
أعلنت مجموعة الحبتور عن تطوير برج الحبتور في مايو 2023، والذي من المقرر أن يصبح أحد أكبر ناطحات السحاب السكنية في دبي في مدينة الحبتور. يقع البرج على طول شارع الشيخ زايد ويطل على قناة دبي المائية وبرج خليفة، ويعد بمعيشة فاخرة مع ميزة مستدامة. يضم 1701 مفتاحًا عبر 81 طابقًا، ويهدف إلى إعادة تعريف معايير المعيشة الحضرية. من خلال الاستفادة من تقنيات ومواد البناء المبتكرة، مثل نظام الأساسات العميقة والفولاذ 600 ميجا باسكال، يعطي المشروع الأولوية للكفاءة والمسؤولية البيئية.

## معلومات أساسية
- المطور: مجموعة الحبتور [13]
- المقاول الرئيسي: مجموعة الحبتور لايتون (HLG) [14]
- مقاول GRC: إكستراكو للصناعات
- التكلفة الإجمالية: 3 مليار دولار أمريكي [15]
- السعة السكنية: 1000 شقة [16]
- حدائق على طراز بروفنسال: 27000 متر مربع [17]
- إجمالي المساحة المبنية: تقريبا. 390.000 متر مربع [18]
- المهندس المعماري (مبنى الفنادق): الخطيب والعلمي
- المهندس المعماري (الكتل السكنية): آتكينز [19]

## روابط خارجية
- الموقع الرسمي